# تشارلز دبليو. هاريسون
تشارلز دبليو. هاريسون (بالإنجليزية: Charles William Harrison)‏ هو مغني أمريكي، ولد في 11 سبتمبر 1878 في جيرسي سيتي في الولايات المتحدة، وتوفي في 2 فبراير 1965 في سوميت في الولايات المتحدة.

## وصلات خارجية
- تشارلز دبليو. هاريسون على موقع ميوزك برينز (الإنجليزية)
- تشارلز دبليو. هاريسون على موقع قاعدة بيانات برودواي على الإنترنت (الإنجليزية)
- تشارلز دبليو. هاريسون على موقع ديسكوغز (الإنجليزية)